# Comunità ebraica di Campagnano
La presenza della piccola comunità ebraica di Campagnano, nel periodo precedente ai decreti di espulsione della fine del XVI secolo, è attestata dall'omonimo cognome ebraico e dalla presenza dell'edificio abbandonato della sinagoga, dove una tradizione popolare riportava che gli ebrei, nel lasciare il paese, avessero nascosto un tesoro, per anni cercato invano dagli abitanti del luogo.